# Pierre Varignon
Pierre Varignon   (Caen, 1654 - París, 23 de desembre de 1722) va ser un matemàtic francès dels segles xvii i xviii.

## Vida
Varignon era fill d'un constructor de Caen que, tot i no ser ric, va tenir prou diners perquè Varignon estudiés primer al col·legi jesuïta de Caen i després anés a la universitat de la mateixa ciutat, on es va graduar el 1682. Abans, entre 1676 i 1679, va ser ordenat sacerdot.
El 1686, amb el seu amic Charles Irénée de Saint-Pierre, es traslladen a París, on compartiran allotjament, convertint la seva casa en un centre de tertúlies intel·lectuals, a les que assistien sovint Fontenelle, Philippe de la Hire i altres membres de l'Acadèmia de Ciències com Du Verney, Du Hamel, etc. Allà continuen ambdós els seus estudis; teològics els de Saint Pierre, i matemàtics els de Varignon.
El 1687, Varignon publica el seu tractat sobre mecànica, fet que li valdrà ingressar l'any següent a l'Acadèmia de Ciències com a geòmetra. El mateix any és nomenat primer professor de matemàtiques del Collège des Quatre Nations, més conegut com a Collège Mazarin, pel cognom del seu fundador.
Pocs anys després, quan el seu amic Saint-Pierre abandona París per Brest, es trasllada a viure al Collège Mazarin, on viurà fins a la seva mort. El substituirà en el seu lloc Lèonor Caron, qui serà el mestre de D'Alembert.
El 1692 coneix Johann Bernoulli a París, el que significarà el començament d'una llarga amistat i d'un intens intercanvi epistolar. Varignon serà, doncs, un fervent defensor del càlcul infinitesimal.
A partir de 1704, també serà professor del Collège Royal i també serà nomenat membre de la Royal Society i de l'Acadèmia de Ciències de Berlin.

## Obra
Varignon va ser molt conegut en el seu temps, tant és així que molts dels autors de l'època, quan es refereixen a ell, l'anomenen le celèbre Varignon.
Contràriament al que es podria pensar d'aquesta celebritat, només va publicar dos llibres durant la seva vida:
- 1687 Projet d'une nouvelle méchanique, que ja s'ha referit abans, i
- 1690 Nouvelles conjectures sur la pesanteur.

L'origen de la seva celebritat es troba, doncs, en el seu ensenyament i en els nombrosos articles i memòries (més d'un centenar) que va publicar al butlletí de l'Acadèmia entre 1699 i 1721. Entre elles, son destacables les seves memòries sobre el moviment dels projectils (1707-1711), sobre el paral·lelogram de forces o sobre la corba isòcrona (1702).
Els seus deixebles, publicaran de forma pòstuma el contingut de les seves classes:
- 1725 Éclaircissements sur l'analyse des infiniment petits
- 1725 Nouvelle mécanique ou statique.. .
- 1725 Traité du mouvement et de la mesure des eaux coulantes et jaillissantes
- 1731 Élémens de mathématiques.. .

Els seus treballs, sempre en francès i en un llenguatge assequible, tenen l'interès de mostrar les aplicacions del càlcul infinitesimal a la ciència del moviment i d'utilitzar les relacions entre força i acceleració. Tot i que no desenvolupa idees totalment originals, generalitza els mètodes dels pioners en aquesta branca, prepara el camí per a l'obra de Bernoulli i tradueix al llenguatge leibnizià la mecànica newtoniana.